# 徐仲楫
徐仲楫（1512年—？），本名君楫，字濟卿，號巨川，直隸蘇州府長洲縣人，民籍，明朝政治人物。

## 生平
嘉靖二十五年（1546年）丙午科應天鄉試第二十六名舉人，三十二年（1553年）中式癸丑科會試第三十名，三甲第五名進士。都察院觀政，授行人司行人，三十五年（1556年）六月選授山西道試御史，三十九年（1560年）巡按福建。

## 家族
曾祖徐澄；祖父徐昇；父徐華，母朱氏。兄徐伯梅。